# Ceroplesis burgeoni
Ceroplesis burgeoni là một loài bọ cánh cứng trong họ Cerambycidae.